# Narathura kurzi
Narathura kurzi är en fjärilsart som beskrevs av William Lucas Distant 1885. Narathura kurzi ingår i släktet Narathura och familjen juvelvingar. Inga underarter finns listade i Catalogue of Life.